# Megadimension Neptunia VII
Megadimension Neptunia VII (新次元ゲイム ネプテューヌVII, Shin Jigen Game Neptune Victory II) est un jeu vidéo de rôle développé par Idea Factory et Compile Heart, édité par Idea Factory International, sorti en 2015 sur Windows et PlayStation 4.

## Accueil
- Destructoid : 6,5/10[1]
- Famitsu : 32/40[2]